# Centrodraco acanthopoma
Centrodraco acanthopoma is een straalvinnige vissensoort uit de familie van pitvissen (Draconettidae). De wetenschappelijke naam van de soort is voor het eerst geldig gepubliceerd in 1904 door Regan.